# Mills’ Konstante
Mills’ Konstante ist in der Zahlentheorie definiert als die kleinste positive reelle Zahl {\displaystyle A}, so dass das Abrunden der doppelten Exponentialfunktion
{\displaystyle \lfloor A^{3^{n}}\rfloor }
eine Primzahl ergibt für alle positiven ganzen Zahlen {\displaystyle n} (dabei ist mit {\displaystyle \lfloor \cdot \rfloor } die Abrundungsfunktion gemeint). Die Konstante wurde nach William H. Mills benannt, der 1947 ihre Existenz bewies und sich auf die Arbeiten von Guido Hoheisel und Albert Ingham zu Primzahllücken stützte. Der genaue Wert der Konstante ist unbekannt, aber sofern die Riemann-Hypothese wahr ist, beträgt dieser etwa 1,3063778838630806904686144926… (Folge A051021 in OEIS).

## Mills-Primzahlen
Die durch Mills’ Konstante erzeugten Primzahlen sind als Mills-Primzahlen bekannt. Wenn die Riemann-Hypothese wahr ist, beginnt diese Folge mit:
2, 11, 1361, 2521008887, 16022236204009818131831320183, 4113101149215104800030529537915953170486139623539759933135949994882770404074832568499, … (Folge A051254 in OEIS).
Wenn {\displaystyle a_{i}} die i-te Primzahl der Folge bezeichnet, dann kann {\displaystyle a_{i}} berechnet werden als die kleinste Primzahl größer {\displaystyle a_{i-1}^{3}}. Um sicherzustellen, dass Runden von {\displaystyle A^{3^{n}}} für n = 1, 2, 3, … eine Primzahlfolge produziert, muss zudem {\displaystyle a_{i}<(a_{i-1}+1)^{3}} gelten. Die Hoheisel-Ingham-Abschätzung garantiert, dass zwischen zwei beliebigen genügend großen Kubikzahlen stets eine Primzahl liegt, was ausreichend ist, um diese Ungleichung für eine genügend große erste Primzahl {\displaystyle a_{1}} zu beweisen. Da die Riemann-Hypothese impliziert, dass zwischen zwei beliebigen aufeinanderfolgenden Kubikzahlen eine Primzahl liegt, kann die Einschränkung von „genügend großen“ Zahlen fallen gelassen werden, woraus sich die kleinste Mills-Primzahl von a1 = 2 ergibt.
Die 11. und größte gegenwärtig bekannte Mills-Primzahl lautet:
{\displaystyle (((((((((2^{3}+3)^{3}+30)^{3}+6)^{3}+80)^{3}+12)^{3}+450)^{3}+894)^{3}+3636)^{3}+70756)^{3}+97220}
Sie hat 20.562 Stellen und wurde am 5. Juni 2006 von François Morain entdeckt. Allerdings wurde erst im April 2017 bewiesen, dass diese Zahl tatsächlich eine Primzahl ist.
Momentan sind 3 weitere Mills-Primzahlen bekannt (unter der Annahme der Riemann-Hypothese). Sollte die Hypothese nicht stimmen, sind diese drei Zahlen zumindest PRP-Zahlen.
Die 14. und größte gegenwärtig bekannte Mills-Primzahl (unter Annahme der Riemann-Hypothese) ist:
{\displaystyle \displaystyle ((((((((((((2^{3}+3)^{3}+30)^{3}+6)^{3}+80)^{3}+12)^{3}+450)^{3}+894)^{3}+3636)^{3}+70756)^{3}+97220)^{3}+66768)^{3}+300840)^{3}+1623568}
Sie hat 555.154 Stellen.
Die Stellenzahl verdreifacht sich dabei grob für jede weitere Mills-Primzahl.
Die folgenden Zahlenfolge {\displaystyle b(n)} (für {\displaystyle n=1,2,3,...}) erzeugt diese Primzahlen {\displaystyle a(n)} mittels {\displaystyle b(n)=a(n+1)-a(n)^{3}}:
3, 30, 6, 80, 12, 450, 894, 3636, 70756, 97220, 66768, 300840, 1623568 (Folge A108739 in OEIS)

## Numerische Berechnung
Mills’ Konstante kann durch Berechnung der Mills-Primzahlen wie folgt approximiert werden:
{\displaystyle A\approx a(n)^{1/3^{n}}}
Caldwell und Cheng konnten mit dieser Methode die Konstante auf 6850 Nachkommastellen genau berechnen. Es ist weder bekannt, ob sich Mills’ Konstante in einer geschlossenen Form berechnen lässt, noch ob sie eine rationale Zahl ist. Wenn sie rational ist und wenn man die Periode der Dezimaldarstellung dieser rationalen Zahl kennt, kann man damit unendlich viele Primzahlen generieren (siehe Primzahlgenerator).

## Annäherung von Mills’ Konstante durch Bruchzahlen
Man kann Mills’ Konstante {\displaystyle A} auch näherungsweise durch Kettenbrüche darstellen. Die Kettenbruchdarstellung von {\displaystyle A\approx 1{,}3063778838630806904686144926\ldots } lautet:
{\displaystyle A=[1;3,3,1,3,1,2,1,2,1,4,2,35,21,1,4,4,1,1,3,2,17,7,4,1,3,16,5,3,2,3,1,4,8,1,1,19578,1,1,1,1,1,8,\ldots ]} (Folge A123561 in OEIS)
Wählt man die ersten fünf Werte dieser Zahlenfolge, so erhält man:
{\displaystyle A\approx [1;3,3,1,3]=1+{\frac {1}{3+{\frac {1}{3+{\frac {1}{1+{\frac {1}{3}}}}}}}}={\frac {64}{49}}\approx 1{,}30612<A}
Wählt man die ersten sechs Werte dieser Zahlenfolge, so erhält man:
{\displaystyle A\approx [1;3,3,1,3,1]=1+{\frac {1}{3+{\frac {1}{3+{\frac {1}{1+{\frac {1}{3+{\frac {1}{1}}}}}}}}}}={\frac {81}{62}}\approx 1{,}30645>A}
Wählt man die ersten sieben Werte dieser Zahlenfolge, so erhält man:
{\displaystyle A\approx [1;3,3,1,3,1,2]=1+{\frac {1}{3+{\frac {1}{3+{\frac {1}{1+{\frac {1}{3+{\frac {1}{1+{\frac {1}{2}}}}}}}}}}}}={\frac {226}{173}}\approx 1{,}30636<A}
Diese Kettenbrüche ergeben abwechselnd jeweils zu große bzw. zu kleine Näherungsbrüche von {\displaystyle A}. Die Näherungsbrüche, die man durch obige Kettenbruch-Entwicklung bekommt, sind die folgenden:
{\displaystyle {\begin{aligned}&{\frac {1}{1}},{\frac {4}{3}},{\frac {13}{10}},{\frac {17}{13}},{\frac {64}{49}},{\frac {81}{62}},{\frac {226}{173}},{\frac {307}{235}},{\frac {840}{643}},{\frac {1147}{878}},{\frac {5428}{4155}},{\frac {12003}{9188}},{\frac {425533}{325735}},{\frac {8948196}{6849623}},{\frac {9373729}{7175358}},\\&,{\frac {46443112}{35551055}},{\frac {195146177}{149379578}},{\frac {241589289}{184930633}},{\frac {436735466}{334310211}},{\frac {1551795687}{1187861266}},{\frac {3540326840}{2710032743}},\ldots \end{aligned}}}

## Verallgemeinerungen
- Es gibt keinen Grund, warum in der obigen doppelten Exponentialfunktion {\displaystyle \lfloor A^{3^{n}}\rfloor } der Mittelteil unbedingt eine 3 sein muss. Tatsächlich konnten L. Kuipers und A. R. Ansari dieses Ergebnis verallgemeinern, indem sie Folgendes zeigten:[7]

Es gibt zu jeder reellen Zahl {\displaystyle c\in \mathbb {R} }, {\displaystyle c\geq 2{,}106} eine Konstante {\displaystyle A}, sodass {\displaystyle \lfloor A^{c^{n}}\rfloor } prim ist für alle positiven ganzen Zahlen {\displaystyle n\in \mathbb {N} }.
- Man kann auch die Abrundungsfunktion ({\displaystyle \lfloor \cdot \rfloor }) durch die Aufrundungsfunktion ({\displaystyle \lceil \cdot \rceil }) ersetzen. Der Mathematiker László Tóth konnte im Jahr 2017 folgende Aussage beweisen:[7]

Es gibt zu jeder natürlichen Zahl {\displaystyle r\in \mathbb {N} }, {\displaystyle r\geq 3} eine Konstante {\displaystyle B}, sodass {\displaystyle \lceil B^{r^{n}}\rceil } prim ist für alle positiven ganzen Zahlen {\displaystyle n\in \mathbb {N} }.
Beispiel: Sei {\displaystyle r=3}
Dann ist {\displaystyle B=1{,}24055470525201424067\ldots } (Folge A300753 in OEIS)
Die dadurch erzeugten Primzahlen lauten:
2, 7, 337, 38272739, 56062005704198360319209, 176199995814327287356671209104585864397055039072110696028654438846269, …  (Folge A118910 in OEIS)
- Elsholtz konnte ohne Rückgriff auf die Riemannsche Vermutung zeigen, dass {\displaystyle \lfloor A^{10^{10n}}\rfloor } für jede natürliche Zahl {\displaystyle n} eine Primzahl ist, wobei {\displaystyle A\approx 1,0053677\dots }.[8]